# 桃川鶴女
桃川 鶴女（ももかわ つるじょ、1953年9月1日 - ）は、日本の講談師。本名∶菊地 依子。出囃子は元禄花見踊。定紋は「鶴の丸」。講談協会所属。講談協会相談役。

## 経歴
大阪府池田市出身、宣真高等学校を卒業。
スクールメイツ養成所東京音楽院で歌手として修行。秋月ともみに師事して歌手修行をした後、秋月から田辺一鶴を紹介される。
1973年12月、田辺一鶴に入門して「益子美」（ますこみ）を名乗る。1974年、本牧亭で初高座。1977年5月、二ツ目昇進。1985年9月、小島貞二の命名で名前を「鶴女」と改め、真打昇進。
2004年4月、田辺改め「桃川鶴女」として独立。

## 芸歴
- 1973年12月 - 田辺一鶴に入門、前座名「益子美」[1]。
- 1977年5月 - 二ツ目昇進[1]。
- 1985年9月 - 真打昇進、「田辺鶴女」と改名[1]。
- 2004年4月 - 「桃川鶴女」として独立[1]。

## 著書
- 『鶴女の恩返し 師匠田辺一鶴へ弟子鶴女が贈る涙と笑いの講談道』 桃川鶴女、杉江松恋（扶桑社、2023年12月） ISBN 978-4594094096

## 弟子

### 独立
- 桃川鶴丸 - 田辺一鶴門下から移籍